# Transformatorenstation

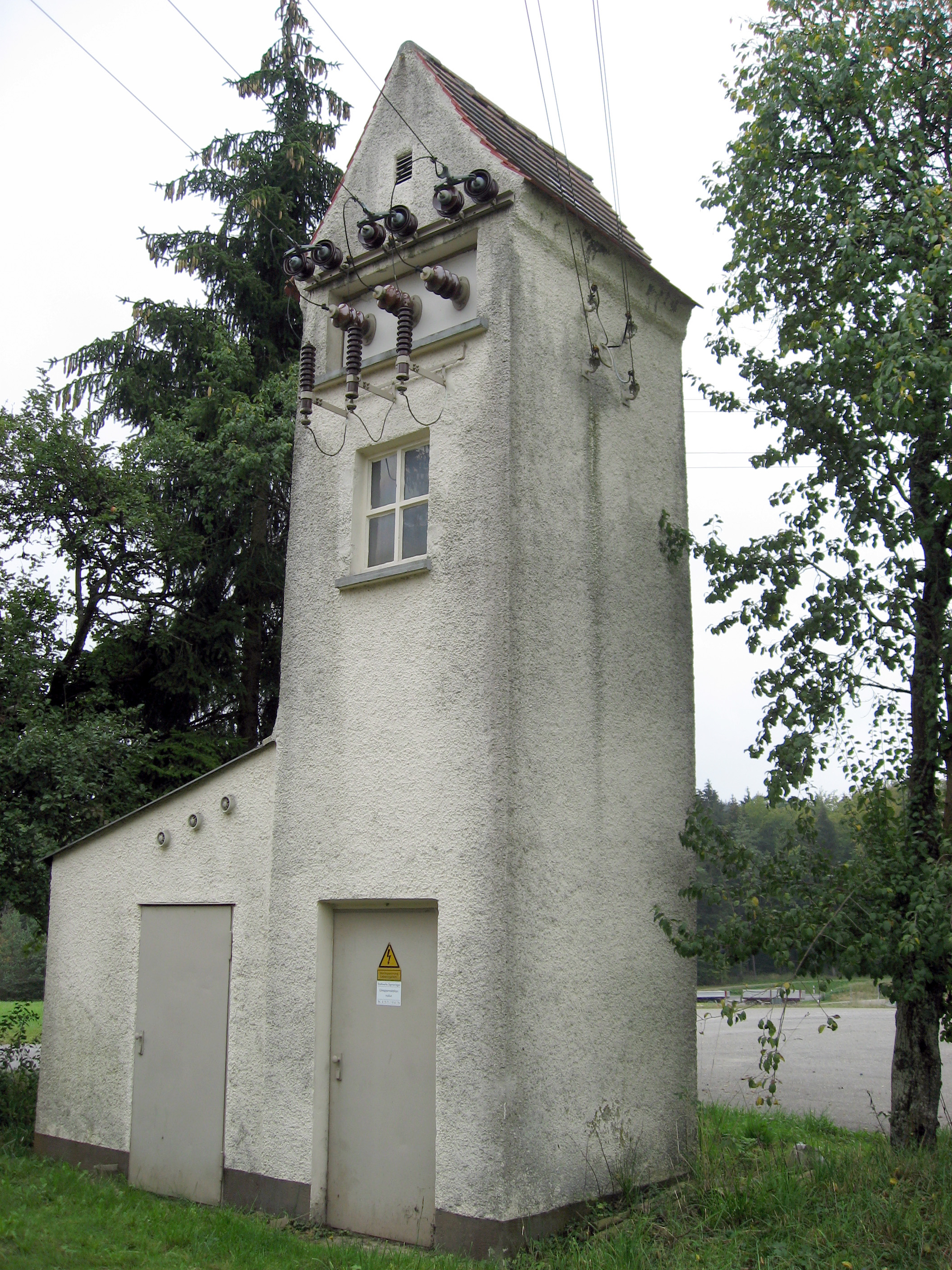
Turmstation. Links die Mittelspannungszuführung, rechts ein Niederspannungsabgang.

In einer Transformatorenstation, auch Umspannstation, Netzstation, Ortsnetzstation oder kurz Trafostation genannt, in der Schweiz ist auch der Begriff Unterwerk dafür üblich, wird die elektrische Energie aus dem Mittelspannungsnetz mit einer elektrischen Spannung von 10 kV bis 36 kV auf die in Niederspannungsnetzen (Ortsnetzen) verwendeten 400/230 V zur allgemeinen Versorgung transformiert (umgewandelt). In Deutschland gibt es ca. 600.000 Transformatorenstationen. In Österreich sind rund 82.000 öffentliche Trafo-Stationen im Einsatz (Stand 2022).

## Ausstattung

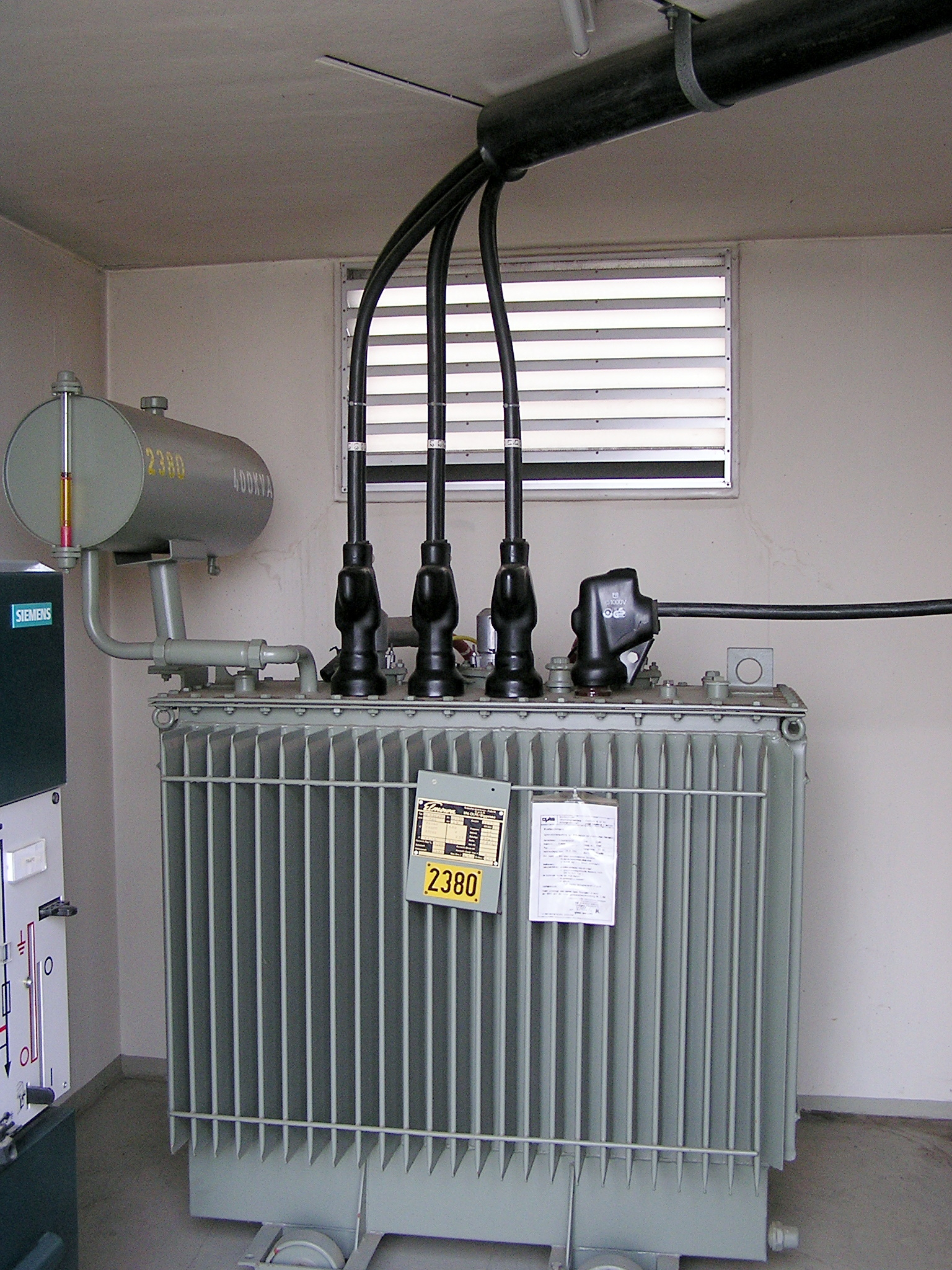
Transformator im Inneren einer Station (zum Größenvergleich: Die Station ist als PKW-Garage ausgeführt). Links Teile der Schalttechnik.

Eine Trafostation besteht aus der Primärtechnik, welche bei größeren Anlagen aus dem Gebäude und Leistungstransformator besteht, bei kleineren Anlagen wird aus Kostengründen eine offene Bauform auf einem Mast in Form eines Masttransformators gewählt, einer Mittelspannungsschaltanlage und mindestens einer Niederspannungsverteilung. Bei einfachen Trafostationen kann die Mittelspannungsschaltanlage auch nur aus einem Mittelspannungstrennschalter mit Trafosicherungen und die Niederspannungsverteilung aus nur einem niederspannungsseitigen Trafoschalter bestehen.
Weiters bestehen Trafostationen aus den Komponenten der Sekundärtechnik wie Automatisierungs- und Fernwirktechnik, Energiezähler, und Kommunikationsequipment. Diese Komponenten sind nicht zwangsläufig notwendig.

## Bauweise

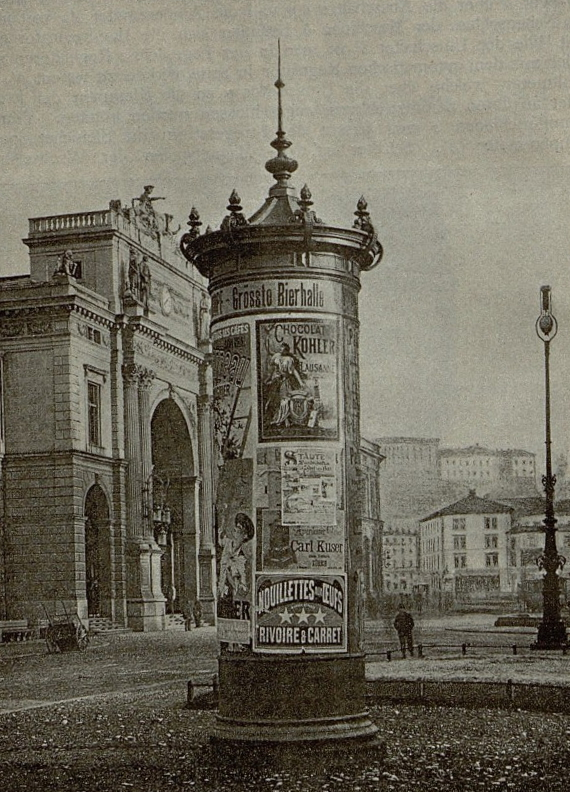
Transformatorenstation 1893 in Zürich: Ausführung als Blechhäuschen, das gleichzeitig als Plakatsäule diente

Ende des 19. Jahrhunderts waren Transformatorenstation teilweise in Blechhäuschen untergebracht, die gleichzeitig als Plakatsäulen dienten.
Bis Anfang der 1980er Jahre wurden Umspannstationen in Freileitungsnetzen als Turmstationen ausgeführt. Anfangs wurden diese konventionell gemauert, ab den 1960er Jahren wurden diese vermehrt in Fertigbauweise errichtet. Vereinzelt wurden Turmstationen bis Mitte der 1980er Jahre errichtet. In Kabelnetzen wurden gemauerte ebenerdige Gebäude, ab Mitte der 1960er Jahre auch Fertiggaragen, verwendet, die zur Trafostation ausgebaut wurden. Zum Teil wurden die Stationen auch auf Privatgrundstücken errichtet; eine allgemeine Duldungspflicht für derartige Trafostationen folgt grundsätzlich aus § 11 Abs. 3 AVBEltV. Heute werden die Trafostationen in aller Regel als komplett gelieferte ebenerdige Fertigbaustationen mit sehr kleinen Grundflächen errichtet. Unterschieden wird zwischen begehbaren und nicht begehbaren Trafostationen. Die nicht begehbaren Trafostationen werden als Kompaktstationen bezeichnet.

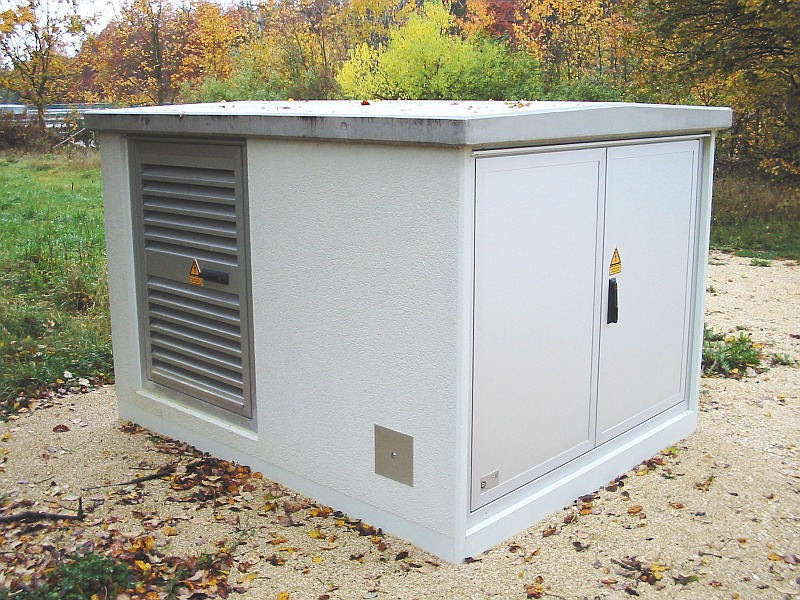
Eine solche „Kompaktstation“ enthält einen Transformator von Mittel- auf Niederspannung sowie die dazu gehörende Schalt- und Regeltechnik

Seit etwa 2010 werden Trafostationen aufgrund der Zunahme von kleinen regenerativen Kraftwerken mit Informations- und Kommunikationstechnik (IKT), regelbaren Ortsnetztransformatoren, motorisierten Mittelspannungsfeldern, Fernwirk- und Automatisierungskomponenten und Regelungen zur Lastflusssteuerung – abgesichert durch eine USV-Anlage – ausgerüstet und als „intelligente Netzstationen“, englisch Digital Substation, bezeichnet.
Trafostationen in Industriebetrieben, aber auch in städtischen Gebieten mit wenig freiem Raum oder wenn aus städtebaulichen Gründen keine Fertigbaugebäude gewünscht werden, werden nach wie vor in vorhandene bzw. neu errichtete größere Gebäude eingebaut. In ländlichen Gebieten werden seit den 1950er Jahren Maststationen eingesetzt. Seit Beginn der 1990er Jahre werden aus Gründen des Gewässerschutzes, es ist bei Maststationen meist keine Ölrückhaltevorrichtung vorhanden, geringen Kostenvorteilen gegenüber Trafostationen in Kleinstausführung und aus optischen Gründen in Deutschland keine bzw. nur noch sehr vereinzelt Maststationen errichtet.

## Normen
Die Trafostationen in Deutschland müssen mindestens entsprechend den Forderungen in DIN EN 61936-1 bzw. DIN VDE 0101 (Anlagen mit Nennspannungen über 1000 V) errichtet werden. Für fabrikfertige Transformatorenstationen gilt die Norm DIN EN 62271-202 (Hochspannungs-Schaltgeräte und Schaltanlagen – Teil 202: fabrikfertige Stationen für Hochspannung/Niederspannung). Zusätzlich wird vom Energieversorgungsunternehmen (EVU) bei Firmenstationen/Übergabestationen eine Zweitschließung bzw. ein Generalschlüssel gefordert. Diese Forderung betrifft vor allem alte Firmenstationen, die meist im Keller aufgestellt sind und von außen keinen separaten Zugang besitzen. Bei neuen Übergabestationen muss ein Zugang von außen vorhanden sein, damit im Störfall der Stördienst des EVU schnell den Fehler beheben kann.

## Begriffsabgrenzung
Eine Station, in der mehrere Kabel zusammenlaufen, enthält oft auch eine fernbedienbare Schaltanlage. Man spricht dann von einer Schaltstation bzw. einem Schaltwerk. Umspannstationen zwischen Transport- und Übertragungsnetzen sowie zwischen Übertragungs- und Mittelspannungsnetzen bestehen ebenfalls grundsätzlich aus einer ober- und unterspannungsseitigen Schaltanlage und zwischengeschalteten Transformatoren. Große Umspannstationen mit zahlreichen Abzweigen, Transformatoren und mehreren Spannungsebenen werden als Umspannwerke bezeichnet.
Nicht mit Transformatorenstationen verwechselt werden sollten auch die häufig in Ortschaften zu findenden elektrischen Verteilerkästen, die keine Transformatoren, sondern Sicherungs- und Schaltelemente zur Verteilung elektrischer Energie innerhalb des Niederspannungsnetzes enthalten.

## Abschirmung
Seit Anfang der 1990er Jahre wird infolge der 26. Novelle des Bundes-Immissionsschutzgesetzes auf einen reduzierten magnetischen Streufluss der Trafostationen geachtet. Insbesondere wird darauf geachtet, dass die magnetische Flussdichte in der Umgebung der Anlage einen Wert von 100 µT nicht überschreitet.

## Umnutzung und weitere Nutzung von Turmstationen

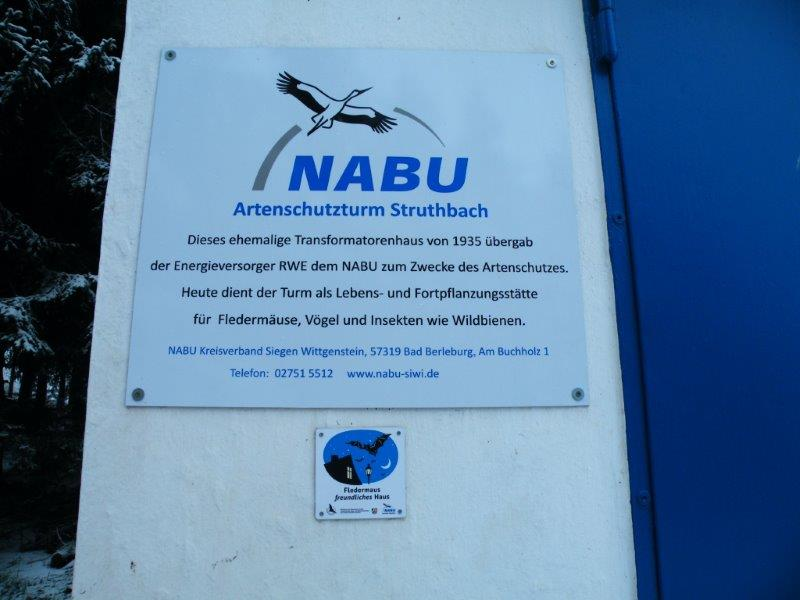
Schild am NABU-Artenschutzturm Struthbach bei Bad Berleburg-Diedenshausen

In Deutschland werden viele Transformatorenstationen nach dem Ende ihrer Nutzung von Naturschützern übernommen und zu Artenschutztürmen umgebaut. In bzw. an diesen Artenschutztürmen werden Nistkästen für Vögel und Fledermauskästen angebracht. Teilweise werden auch Nistgelegenheiten für Insekten und im Bodenbereich Verstecke für Amphibien geschaffen. Die Energieversorgungsunternehmen wie RWE schenken den Naturschutzvereinen wie dem NABU die nicht mehr benötigten Trafotürme und geben Teils noch Zuschüsse für den Umbau. Die Aufgabe der Turmstationen wird von neuen kompakten Transformatorenstationen übernommen.

## Lokomotiven
Auch ausgediente Elektrolokomotiven wurden bei der Eisenbahn als Trafostationen benutzt. Dabei wurde nur deren Einrichtung für die elektrische Zugheizung betrieben.

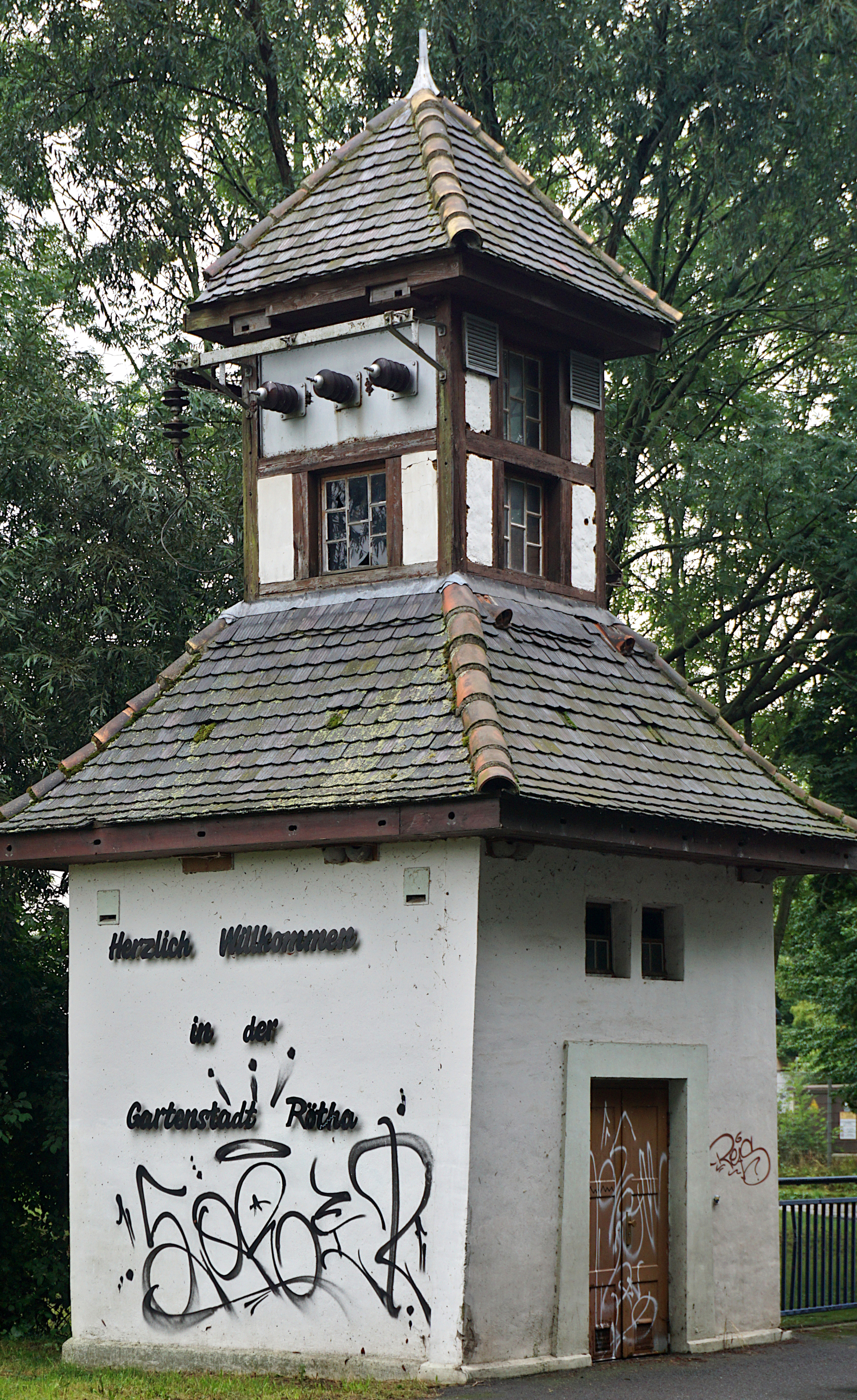
Transformatorenhäuschen Böhlener Straße (Rötha)
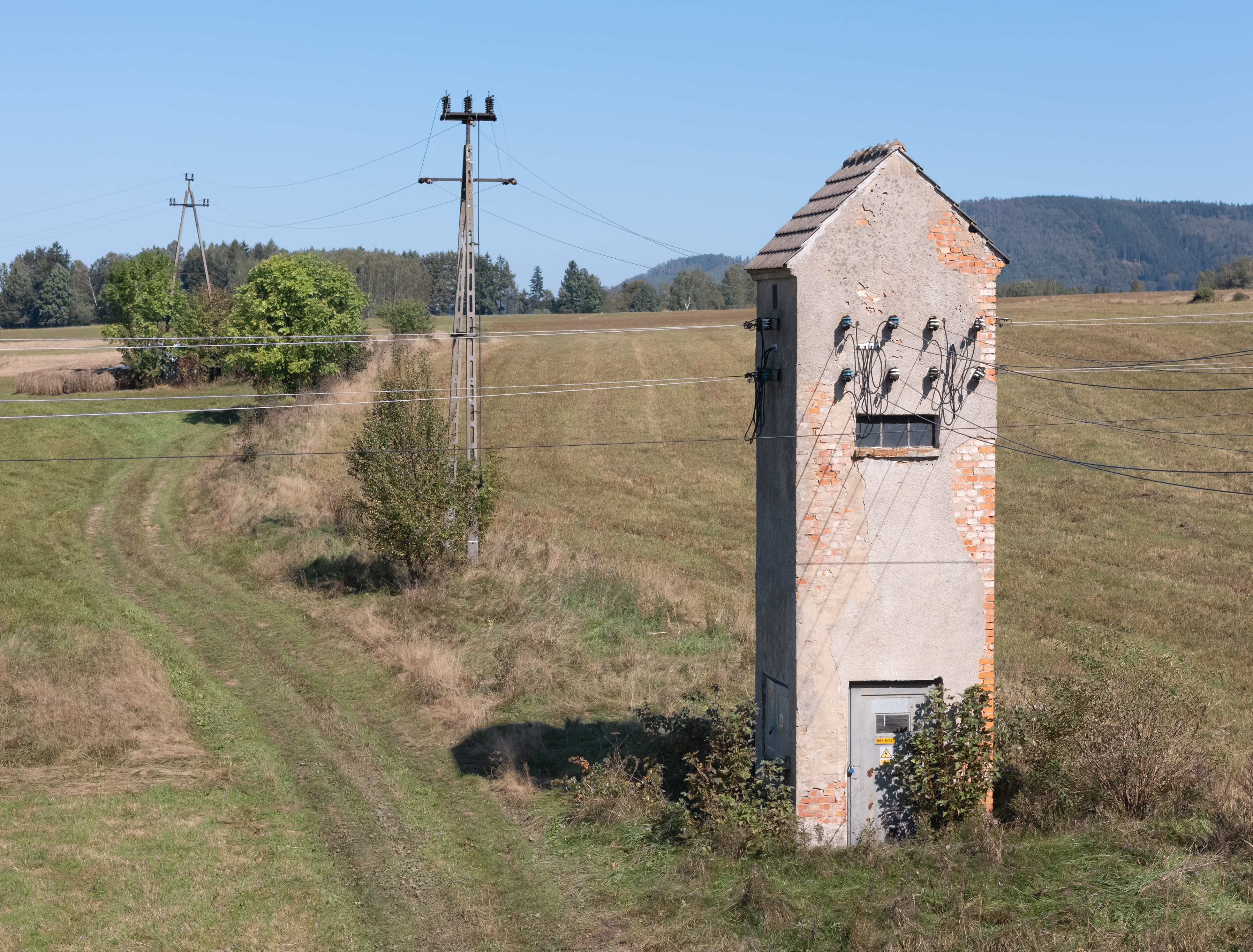
Transformatortation in Boboszów (Polen)
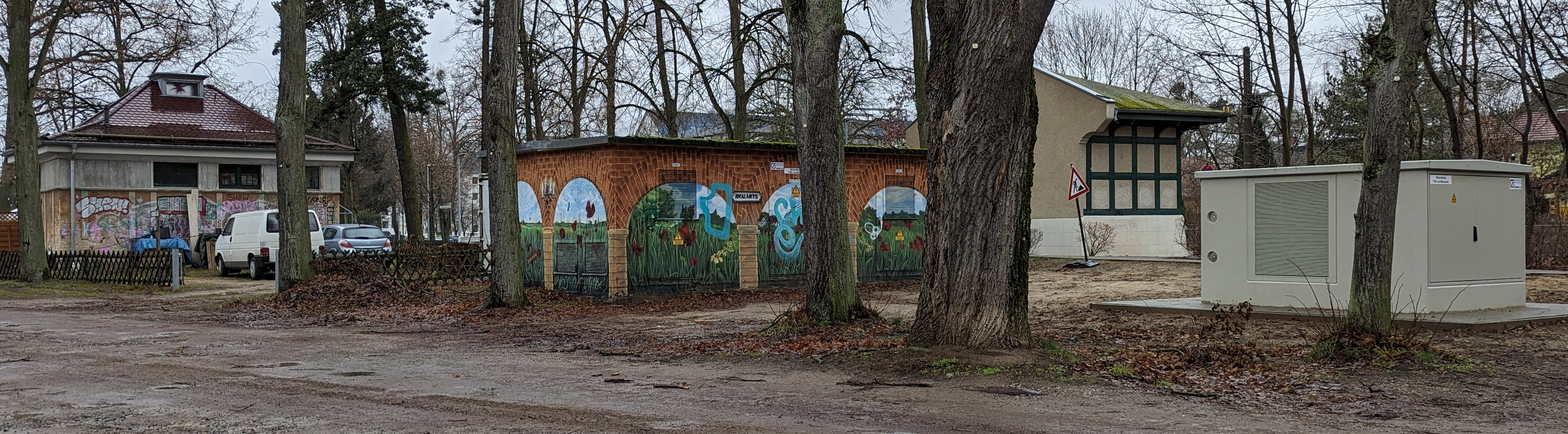
Drei Generationen Trafostationen (Strausberg)
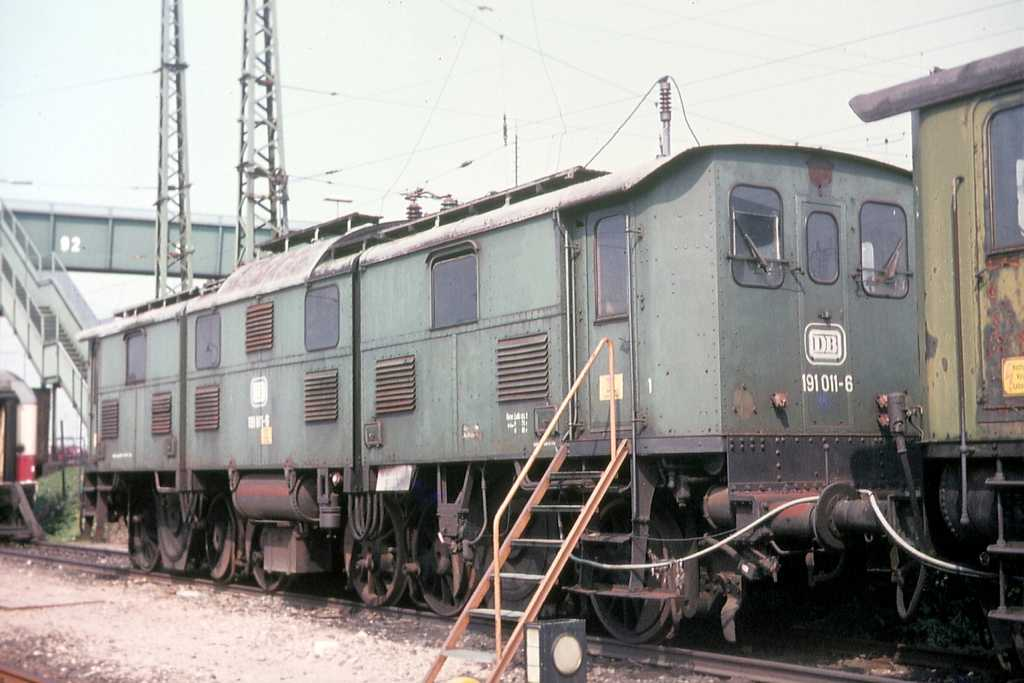
Bayerische E 91.0, ausgemustert, ab 1983 stationäres Gerät im Ausbesserungswerke (AW) Frankfurt (M) als stationärer Trafo für das Prüffeld

### Deutschland
- Sebastian Ackermann, Maria Dehling (Hrsg.): Von Turm zu Turm. Tipps und Touren rund um ein Stück Stromgeschichte. Klartext Verlag, Essen 2011, ISBN 978-3-8375-0637-2.
- Michael Neumann: Zwischen Kraftwerk und Steckdose. Zur Architektur der Trafohäuser. Marburg 1987
- Illo-Frank Primus: Netzstationen. VWEW Energieverlag, 2009, ISBN 978-3-8022-0962-8, VDE Verlag, 2009, ISBN 978-3-8007-3153-4.
- Illo-Frank Primus: Geschichte und Gesichter der Trafostationen – 125 Jahre Trafostationen in Deutschland. VDE VERLAG GmbH, 2013, ISBN 978-3-8007-3558-7.
- Illo-Frank Primus: Netzstationen – Anlagentechnik für elektrische Verteilungsnetze. 2. Auflage, EW Medien und Kongresse, 2014, ISBN 978-3-8022-1114-0, VDE Verlag, ISBN 978-3-8007-3605-8.
- Adolf J. Schwab: Elektroenergiesysteme – Erzeugung, Transport, Übertragung und Verteilung elektrischer Energie. Springer Verlag, 2006, ISBN 3-540-29664-6.

### Schweiz
- Yvonne Scheiwiller: Trafohäuschen, Vom Reiz des Kleinen in der Architektur,  Bulletin 1/2025 – Architekturgeschichten, 24. März 2025 (online)